# Hertzallee
Die Hertzallee ist eine nach dem deutschen Physiker Heinrich Hertz benannte Straße im Berliner Ortsteil Charlottenburg (Bezirk Charlottenburg-Wilmersdorf) an der Grenze zum Ortsteil Tiergarten (Bezirk Mitte). Sie entstand in den 1860er Jahren entsprechend dem Hobrecht-Plan, der die Erweiterung von Alt-Berlin zum Inhalt hatte.

## Verlauf

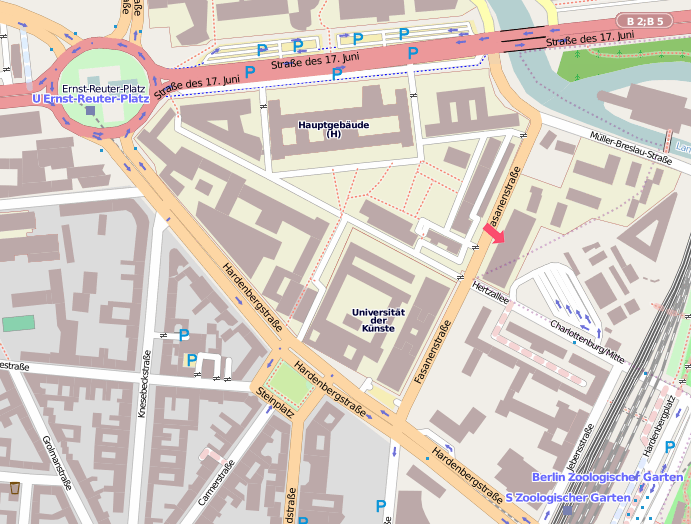
Verlauf

Die Hertzallee führt vom Hardenbergplatz vor dem Zoologischen Garten zur Fasanenstraße und unterquert dabei das Viadukt der Stadtbahn. Sie endet am Campus der Technischen Universität.

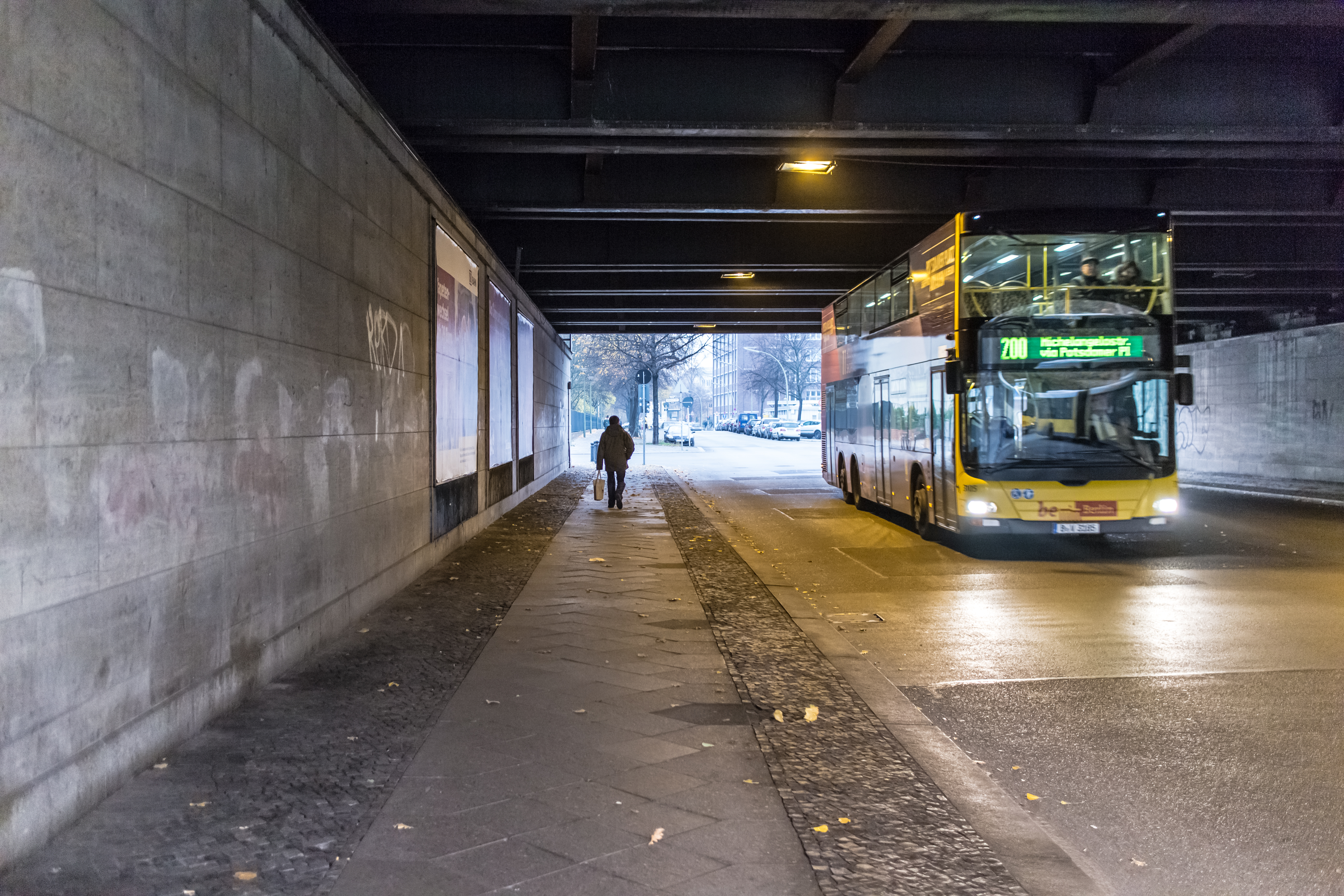
Unterführung unter der Stadtbahn am Beginn der Hertzallee

Der Abschnitt zwischen Ernst-Reuter-Platz und Fasanenstraße, auf dem späteren Stammgelände der Technischen Universität, wird als Parkplatz und nicht öffentliche Zufahrtsstraße zu den Gebäuden benutzt. Der frühere Straßencharakter ist deutlich erhalten geblieben, lediglich am nordwestlichen Ende beim Ernst-Reuter-Platz wurde ab 1955 das Gebäude des Instituts für Bergbau und Hüttenwesen quer über die Straße gebaut und riegelt den Campus vom Platz ab.

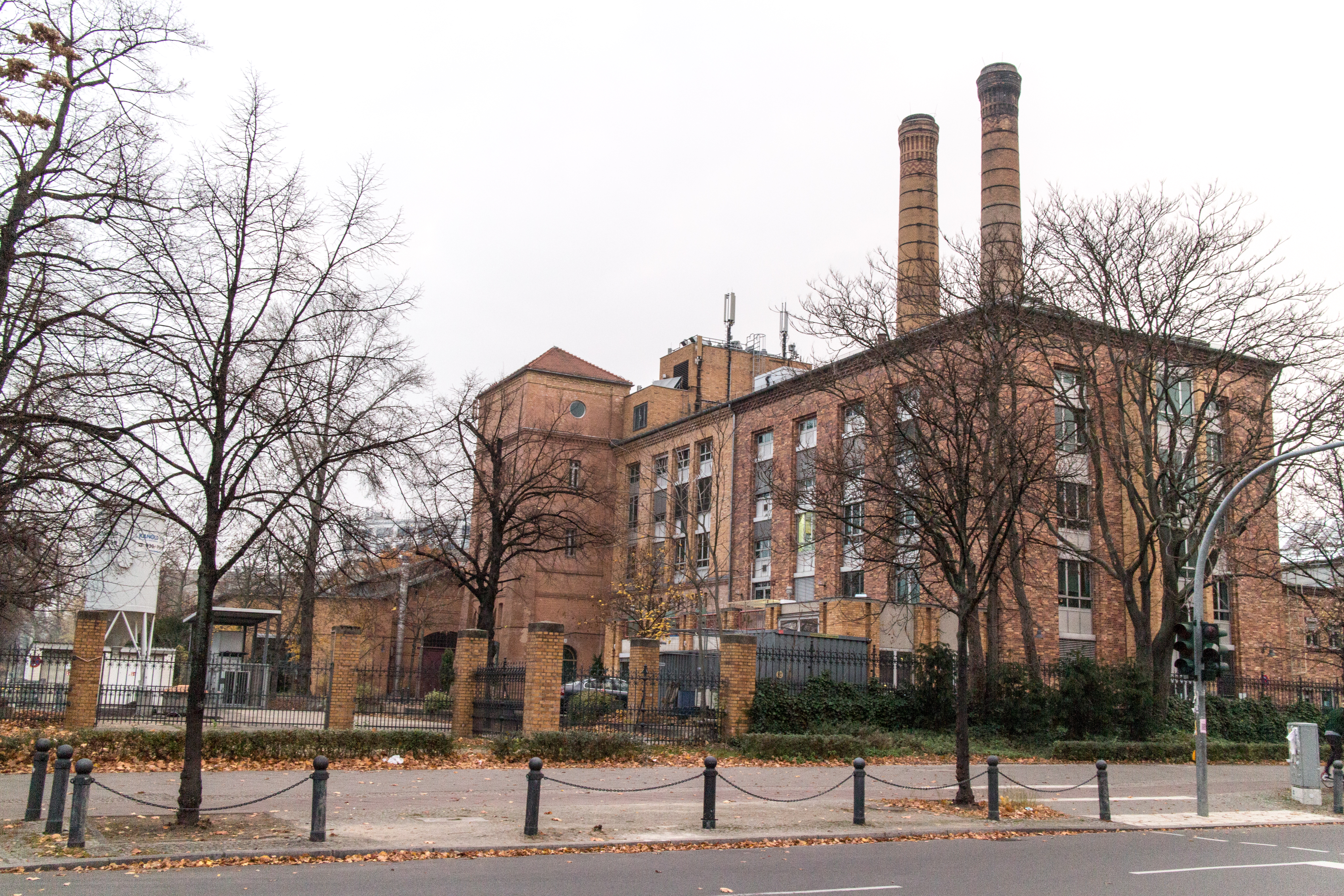
Ende der Hertzalle an der Fasanenstraße, hinter dem Zaun nicht-öffentlicher Straßenteil auf dem Gelände der TU Berlin bis zum Ernst-Reuter-Platz

Die Nordseite der Straße liegt im Ortsteil Tiergarten, das nummerierte Grundstück Nr. 41 ist die Zoo-Gärtnerei.

## Geschichte und Namensgebung
Die Trasse der Kurfürstenallee, entsprechend der Abteilung V/1 des Bebauungsplans 1842 angelegt, trug bis um 1860 keinen konkreten Namen. Auf der Karte von 1862 war sie als Churfürsten Allee eingezeichnet. Nach dem Chronisten Otto A. Borchert erhielt die Straße um 1862 ihren Namen zu Ehren des Kurfürsten Friedrich III. und wurde beidseitig mit Linden bepflanzt. Eine Bebauung erfolgte einige Jahre nicht.

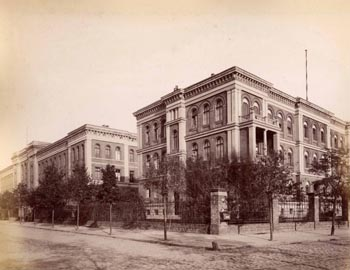
Die Gebäude der Vereinigten Artillerie- und Ingenieurschule an der Hardenberg- Ecke Fasanenstraße, ca. 1880

Im Jahr 1900 hatte die Straße gemäß dem Adressbuch folgenden Verlauf: An der Berliner Straße beginnt die Parzelle 42 mit einem Mehrfamilienmietshaus, es folgen das Eichlersche und das Sautersche Haus, dann die beiden bebauten Parzellen 39 und 38, danach das Pilgersche Haus, die Königliche Baumschule, der Neubau der Hochschule für Musik und ein Abschnitt bis zur Stadtbahn. Von hier führte sie nordwestwärts wieder zurück; hinter der Fasanenstraße liegen die Vereinigte Artillerie- und Ingenieurschule und der Sportplatz des Westens. Über die Kreuzung mit der Joachimsthaler Straße hinweg führte die Kurfürsten-Straße dann (ohne Nummerierung) bis zur Königlichen Hochschule im späteren Stadtviertel Tiergarten.
In den folgenden vier Jahren setzte eine umfangreiche Bebauung der gesamten Gegend ein, entlang der Südseite der Kurfürsten-Allee wurden weitere Gebäude der Technischen Hochschule, sowie einer frisch gegründeten Militärtechnischen Akademie zu Charlottenburg geplant und gebaut. So begann die Kurfürsten-Allee 1904 nun konkret als Abzweigung der Berliner Straße (ab 1957: Otto-Suhr-Allee), querte die Joachimsthaler Straße, die Fasanenstraße und führte bis zur Stadtbahn und wieder zurück. Die Hausnummernzählung erfolgte in Hufeisenform bis zur Nummer 42 an der Berliner Straße. Sie bildete damit eine direkte Verlängerung dieser Straße mit dem Bahnhof Zoologischer Garten. Südostwärts folgte die Trasse der Uferführung des Landwehrkanals und mündete in die Fasanerieallee (spätere Lichtensteinallee). Diese Trasse war 1926 im Stadtplan noch erkennbar, aber nur der Abschnitt zwischen Knie (seit 1953: Ernst-Reuter-Platz) und Joachimsthaler Straße (an dieser Stelle seit 1958: Hardenbergplatz) behielt seinen Namen.
Bis zum Jahr 1930 waren an der Kurfürstenallee (inzwischen in einem Wort geschrieben) folgende Bauten entstanden: Nr. 15–10 Studentenhaus Charlottenburg mit einer Akademischen Krankenkasse, einem Hochschul-/Auslands-Verlag und Buchvertrieb sowie einem Studentenheim; Nr. 9, ein Gebäude im Eigentum des Berliner Fiskus für die Preußische Bau- und Finanzdirektion, für das Institut und den studentischen Ausschuss für Leibesübungen sowie einige Wohneinheiten. Direkt an der Stadtbahn befanden sich Baracken der Eisenbahndirektion Osten, an der Hardenbergstraße (ohne Nummer) die Ingenieurschule, die Vereinigten Staatsschulen für freie und angewandte Kunst, die Baumschule. Die Nummern Hertzallee 36 bis 43 waren postalisch der Hardenbergstraße 38 bis 43 zugeordnet und kennzeichneten Mietshäuser.
Vor 1943 waren die Grundstücksnummern nun im Zickzacksystem neu vergeben worden, also linke Seite ungerade, rechte Seite gerade. Sie bezeichneten: 1–11 eine Grünfläche, 13–29 den Preußischen Fiskus, 29 einen Kohlenhof. Alle geraden Nummern von 12 bis 42 waren nun der Hardenbergstraße (Nummern 42, 41, 40, […], 32a) zugeordnet, die meisten gehörten zu Einrichtungen der Technischen Hochschule (wie das Physikalische Institut; Hertzallee 18/22 → Hardenbergstraße 34/35).

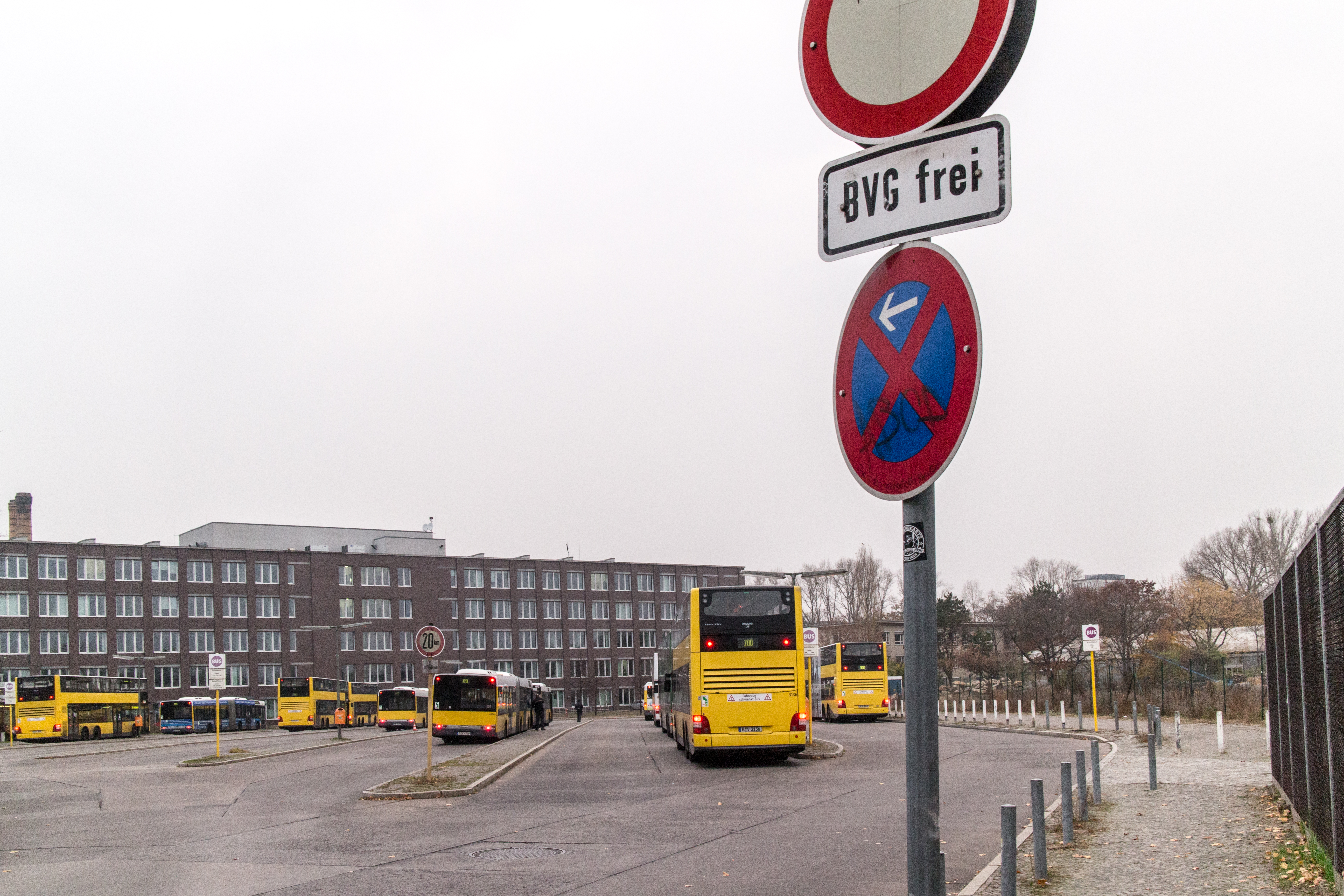
Betriebshaltestelle Hertzallee

Im Jahr 1950 beschloss der Senat von Berlin die Umbenennung der Kurfürstenallee in Hertzallee zu Ehren des Physikers Heinrich Hertz.
Ein Straßenteil am Busbahnhof in Tiergarten erhielt am 18. Dezember 1961 ebenfalls den Namen Hertzallee. Am 19. Mai 1964 wurde der Teil der Hertzallee zwischen Ernst-Reuter-Platz und Fasanenstraße, der durch das Gelände der TU verläuft, schließlich entwidmet. Dieser Teil soll bis 2016 umgebaut und als öffentliche (aber teilweise autofreie) Straße wieder eröffnet werden.
Der Einbau einer verglasten Fassade im Institut für Bergbau soll eine Sichtachse zum Ernst-Reuter-Platz ermöglichen.

## Erwähnenswertes in der Straße

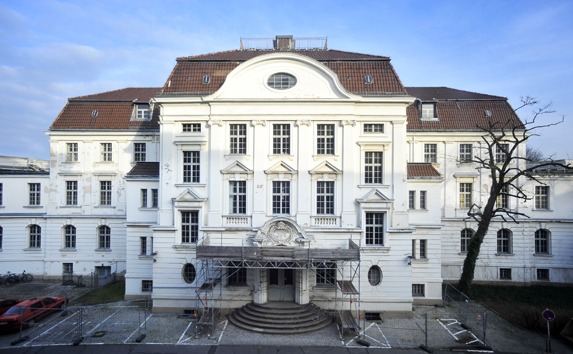
Im 1905 fertiggestellten Cranzbau (Ansicht von der Hofseite) waren Laboratorien der Militärtechnischen Akademie untergebracht.

Der Cranzbau (Jebensstraße 1, nach Carl Cranz, 1903–1920 Ordentlicher Professor an der Militärtechnischen Akademie) ist ein Baudenkmal aus dem Jahr 1905. Der Königliche Baurat Karl Weisenberg hatte die Pläne für ein Ballistisches und Chemisches Labor der Militärtechnischen Akademie zu Charlottenburg detailliert ausgearbeitet. (Diese Akademie wurde später mit der Technischen Hochschule Charlottenburg zur TU Berlin zusammengeschlossen.)
Hinter der Einmündung der parallel zu den Bahnanlagen verlaufenden Jebensstraße befindet sich auf der nördlichen Seite der Hertzallee eine Busaufstellfläche (ehemalige Straßenbahnwendeschleife) der BVG, die für die Haltestelle Zoologischer Garten als Knotenpunkt des öffentlichen Nahverkehrs in Berlin bedeutsam ist. Hinter dem Busbahnhof an der Fasanenstraße, in die die Hertzallee mündet, befindet sich die 2004 eröffnete Zentralbibliothek der TU und UdK Berlin.

## Planung eines Aussichtsrads
Auf einem Teil des Zoo-Wirtschaftshofs und damit auf der Trasse der Hertzallee direkt neben dem Zoologischen Garten war das Great Berlin Wheel geplant, ein 185 Meter hohes Aussichtsrad mit 36 klimatisierten Gondeln. Im Jahr 2007 führte der Regierende Bürgermeister von Berlin, Klaus Wowereit, den symbolischen ersten Spatenstich aus, darauf folgten jedoch keine weiteren Arbeiten. In den 2010er Jahren wurde der Immobilienfonds für das Riesenrad aufgelöst, das Projekt wird nicht mehr weiterbetrieben.